# 朗贡
朗贡（法語：Langon，法語發音：[lɑ̃ɡɔ̃] ⓘ），法国西南部城市，新阿基坦大区吉伦特省的一个市镇，同时也是该省的一个副省会，下辖朗贡区，其市镇面积为13.71平方公里，2022年1月1日时人口数量为7,523人，在法国城市中排名第1,437位。
朗贡位于吉伦特省东南部，加龙河左岸，是一个区域性的中心城市和交通枢纽，波尔多－塞特铁路和多条公路在此交汇。

## 地名来源

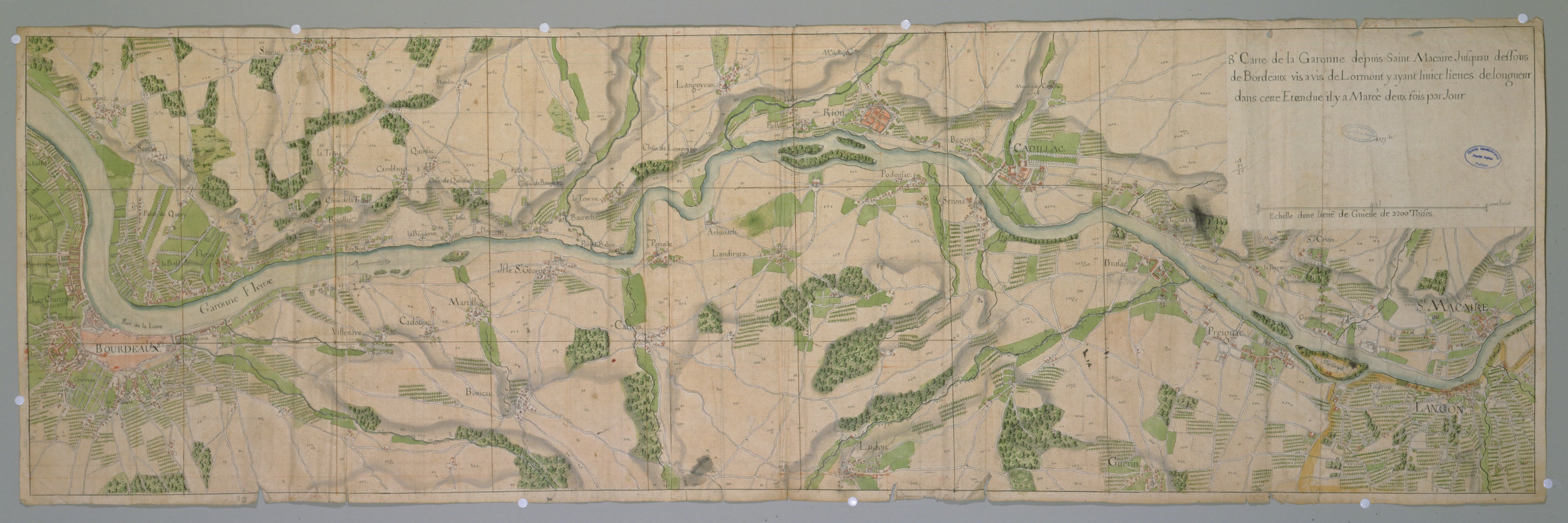
18世纪初的加龙河朗贡段地图

朗贡最初于公元130年以“Alingonis Portus”的形式被记载于古罗马地理学家克劳狄乌斯·托勒密的手记中，该名称出自拉丁语，其中“Alingonis”对应日耳曼人名“Alingon”，其起源及含义尚有待考证。
朗贡所在区域历史上曾通行奥克语加斯科涅方言，“Langon”在奥克语维基百科及Openstreetmap中对应的拼写为“Lengon”。

## 历史

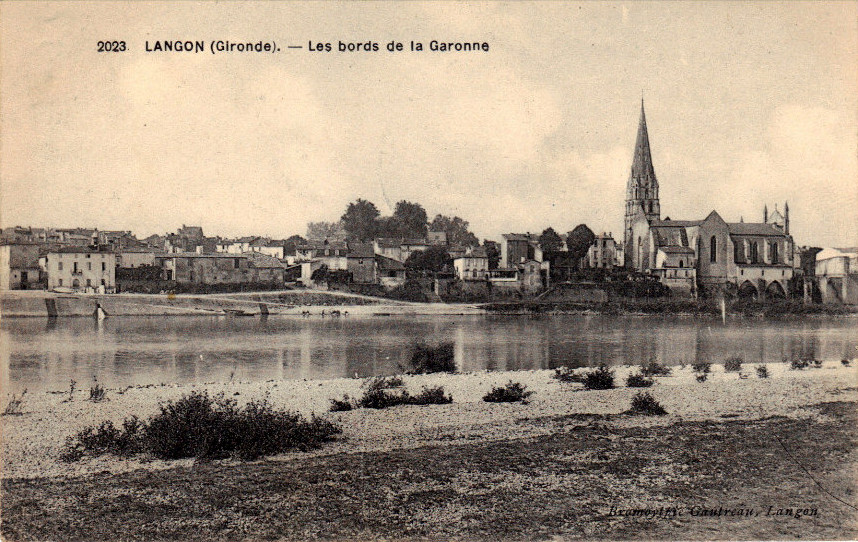
20世纪初的朗贡加龙河河滩

朗贡的城市起源及发展与加龙河航运及贸易息息相关。高卢-罗马时期，朗贡为距离彼时该区域政治中心巴扎斯最近的港口。公元六世纪时，朗贡出现了固定露天集市。公元12世纪，朗贡市区兴建了一处圣母教堂。公元17世纪时，朗贡的商业贸易达到顶峰，当地出现了五个沿河港口。法国大革命后，朗贡成为吉伦特省的一个市镇。波尔多－塞特铁路首开段（波尔多至朗贡）于1855年建成通车。1907年，当地发生朗贡凶杀案，一名保险推销员被杀害。1926年，原位于巴扎斯的副省政府迁至朗贡，同时拉雷奥勒副省政府被撤销，朗贡由此成为吉伦特省的一个副省会，原巴扎斯区及拉雷奥勒区合并成为“朗贡区”。第二次世界大战初期，纳粹德军占领了朗贡，该市被一分为二，分属于自由法国和沦陷区。20世纪中后期，朗贡人口数量有所增加。2021年2月，加龙河发生洪涝灾害，朗贡市区多处街道被淹没，当地水文站测的最高水位达10.75米，是正常水位的近两倍。

## 地理

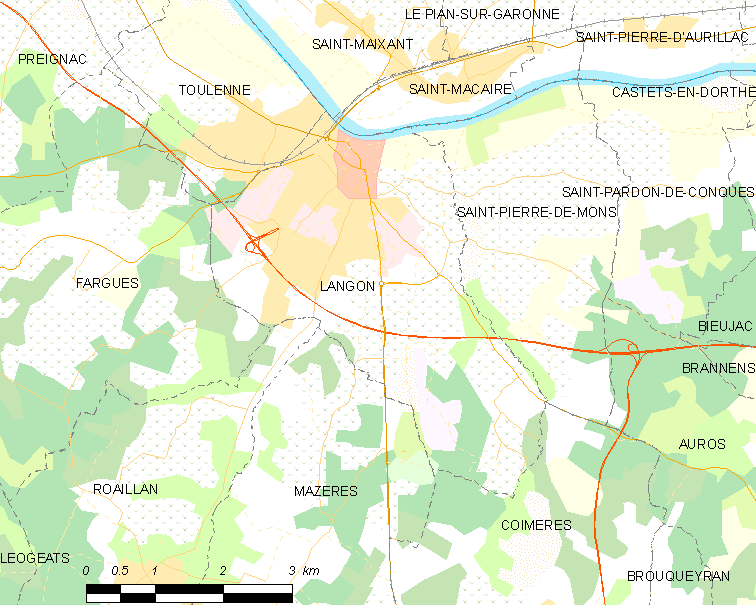
朗贡市镇范围地图

朗贡位于法国西南部，新阿基坦大区中西部和吉伦特省东南部，距离省会波尔多大约49公里。与朗贡接壤的市镇包括：圣迈克桑、马泽尔、夸梅尔、法尔格、罗阿扬、圣马凯尔、圣皮埃尔德蒙、图莱讷。

### 地形
朗贡位于加龙河下游河谷腹地，境内以丘陵和平原为主，市镇中心地势较为平坦，南部略有起伏，全境海拔在0到73米之间。

### 水文

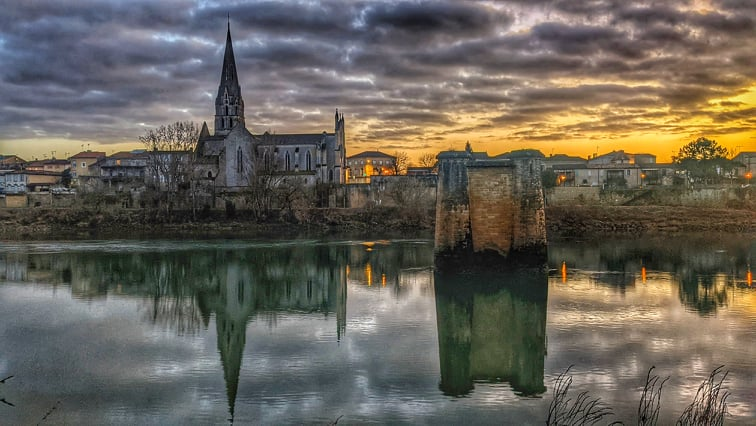
夕阳下的加龙河朗贡段

朗贡位于加龙河流域范围内，其干流自东南向西北流经境内，其左岸支流布里永溪（ruisseau de Brion）自南向北流经镇中心。

### 植被
朗贡属于温带阔叶混交林区，林地主要分布于河流附近，市区东北部的果园公园（Parc des Vergers）是当地主要的城市绿地。
在鲜花城市的评比中，朗贡暂未被评级。

### 气候
朗贡在柯本气候分类法中属于温带海洋性气候。
距离朗贡最近的常年气象站位于索泰尔讷境内，以下为该气象站的数据（其中日照数据取自波尔多气象站）：
| 索泰尔讷 1981年－2019年 | 索泰尔讷 1981年－2019年 | 索泰尔讷 1981年－2019年 | 索泰尔讷 1981年－2019年 | 索泰尔讷 1981年－2019年 | 索泰尔讷 1981年－2019年 | 索泰尔讷 1981年－2019年 | 索泰尔讷 1981年－2019年 | 索泰尔讷 1981年－2019年 | 索泰尔讷 1981年－2019年 | 索泰尔讷 1981年－2019年 | 索泰尔讷 1981年－2019年 | 索泰尔讷 1981年－2019年 | 索泰尔讷 1981年－2019年 |
| 月份                    | 1月                     | 2月                     | 3月                     | 4月                     | 5月                     | 6月                     | 7月                     | 8月                     | 9月                     | 10月                    | 11月                    | 12月                    | 全年                    |
| ----------------------- | ----------------------- | ----------------------- | ----------------------- | ----------------------- | ----------------------- | ----------------------- | ----------------------- | ----------------------- | ----------------------- | ----------------------- | ----------------------- | ----------------------- | ----------------------- |
| 历史最高温 °C（°F）     | 20 (68)                 | 24.2 (75.6)             | 29 (84)                 | 31.8 (89.2)             | 37 (99)                 | 40.1 (104.2)            | 40 (104)                | 41.8 (107.2)            | 37 (99)                 | 32 (90)                 | 25 (77)                 | 22 (72)                 | 41.8 (107.2)            |
| 平均高温 °C（°F）       | 9.7 (49.5)              | 11.4 (52.5)             | 15.1 (59.2)             | 17.4 (63.3)             | 21.6 (70.9)             | 24.8 (76.6)             | 27 (81)                 | 27 (81)                 | 23.9 (75.0)             | 19.3 (66.7)             | 13.3 (55.9)             | 10 (50)                 | 18.4 (65.1)             |
| 日均气温 °C（°F）       | 6 (43)                  | 7 (45)                  | 9.9 (49.8)              | 12.1 (53.8)             | 16 (61)                 | 19.1 (66.4)             | 21.1 (70.0)             | 21.1 (70.0)             | 18.1 (64.6)             | 14.5 (58.1)             | 9.3 (48.7)              | 6.5 (43.7)              | 13.4 (56.1)             |
| 平均低温 °C（°F）       | 2.4 (36.3)              | 2.6 (36.7)              | 4.8 (40.6)              | 6.7 (44.1)              | 10.4 (50.7)             | 13.4 (56.1)             | 15.2 (59.4)             | 15.1 (59.2)             | 12.3 (54.1)             | 9.6 (49.3)              | 5.4 (41.7)              | 3.1 (37.6)              | 8.4 (47.1)              |
| 历史最低温 °C（°F）     | −15.1 (4.8)             | −15 (5)                 | −9.7 (14.5)             | −5.8 (21.6)             | −2 (28)                 | 4 (39)                  | 3.5 (38.3)              | 5.5 (41.9)              | 1 (34)                  | −3.5 (25.7)             | −9.9 (14.2)             | −15.2 (4.6)             | −15.2 (4.6)             |
| 平均降水量 mm（）       | 73.3 (2.89)             | 60.5 (2.38)             | 57 (2.2)                | 77.7 (3.06)             | 74.5 (2.93)             | 51.3 (2.02)             | 49.6 (1.95)             | 65.8 (2.59)             | 66.9 (2.63)             | 78 (3.1)                | 89.4 (3.52)             | 81.2 (3.20)             | 825.2 (32.49)           |
| 月均日照時數            | 96                      | 114.9                   | 169.7                   | 182.1                   | 217.4                   | 238.7                   | 248.5                   | 242.3                   | 202.7                   | 147.2                   | 94.4                    | 81.8                    | 2,035.7                 |
| 来源：infoclimat.fr     |                         |                         |                         |                         |                         |                         |                         |                         |                         |                         |                         |                         |                         |

## 行政区划
朗贡的市镇编号为33227，邮政编号为33210。
在行政管理方面，朗贡隶属于法国新阿基坦大区吉伦特省，同时也是该省的一个副省会，下辖朗贡区；在地方选举方面，朗贡是南吉伦特县的中央投票站所在地，其市镇范围全境被划入吉伦特省第九选区；在社会管理方面，朗贡是南吉伦特市镇公共社区的组成部分。
法国国家统计与经济研究所（简称）在进行数据统计时，将朗贡及相邻的另外五个市镇设为朗贡城市核心区以及朗贡城市区。自2020年起，朗贡城市区被撤销，朗贡被划入包含275个市镇的波尔多城市辐射区内。此外，还将朗贡市镇分为了两个“块区”（IRIS），以便于统计人口分布情况。

## 交通

### 公路
法国A62高速公路和多条吉伦特省省道在朗贡境内交汇。新阿基坦大区下属的城际客运提供巴士线路，可前往周边部分市镇。
| 3 | 3 |

| 波尔多 | 50 |

| 蒙德马桑 | 86 |

| 拉雷奥勒 | 20 |

2019年，69.3%的朗贡家庭拥有至少一辆私人汽车。2019年，朗贡境内共发生各类交通事故1起，造成1人重伤。

### 铁路

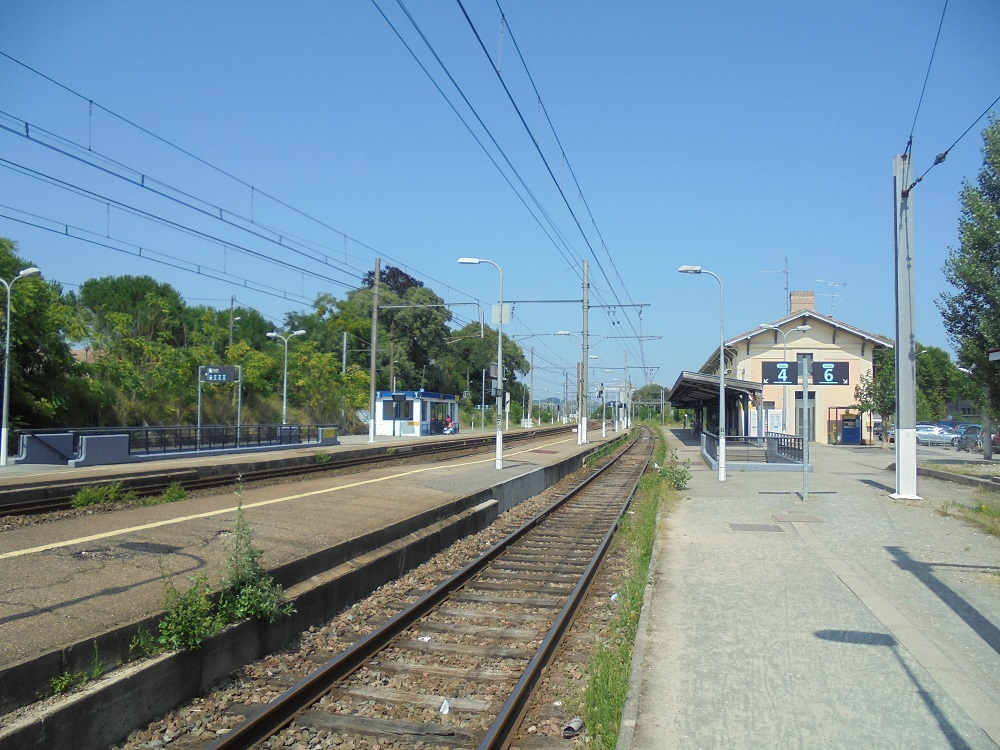
朗贡火车站

朗贡位于波尔多－塞特铁路上，与之交汇的朗贡－加巴雷铁路大部分路段已于1992年关闭，仅朗贡附近的路段尚有少量货运服务。朗贡站位于市区西北部，停靠往返于波尔多和阿让一线的区域列车。

### 航空
距离朗贡最近的民用航空站为波尔多-梅里尼亚克机场，距离朗贡市中心的公路里程约53公里。

### 城市公共交通
截至2022年10月，朗贡暂无城市公共交通系统。

## 政治

### 市政内阁

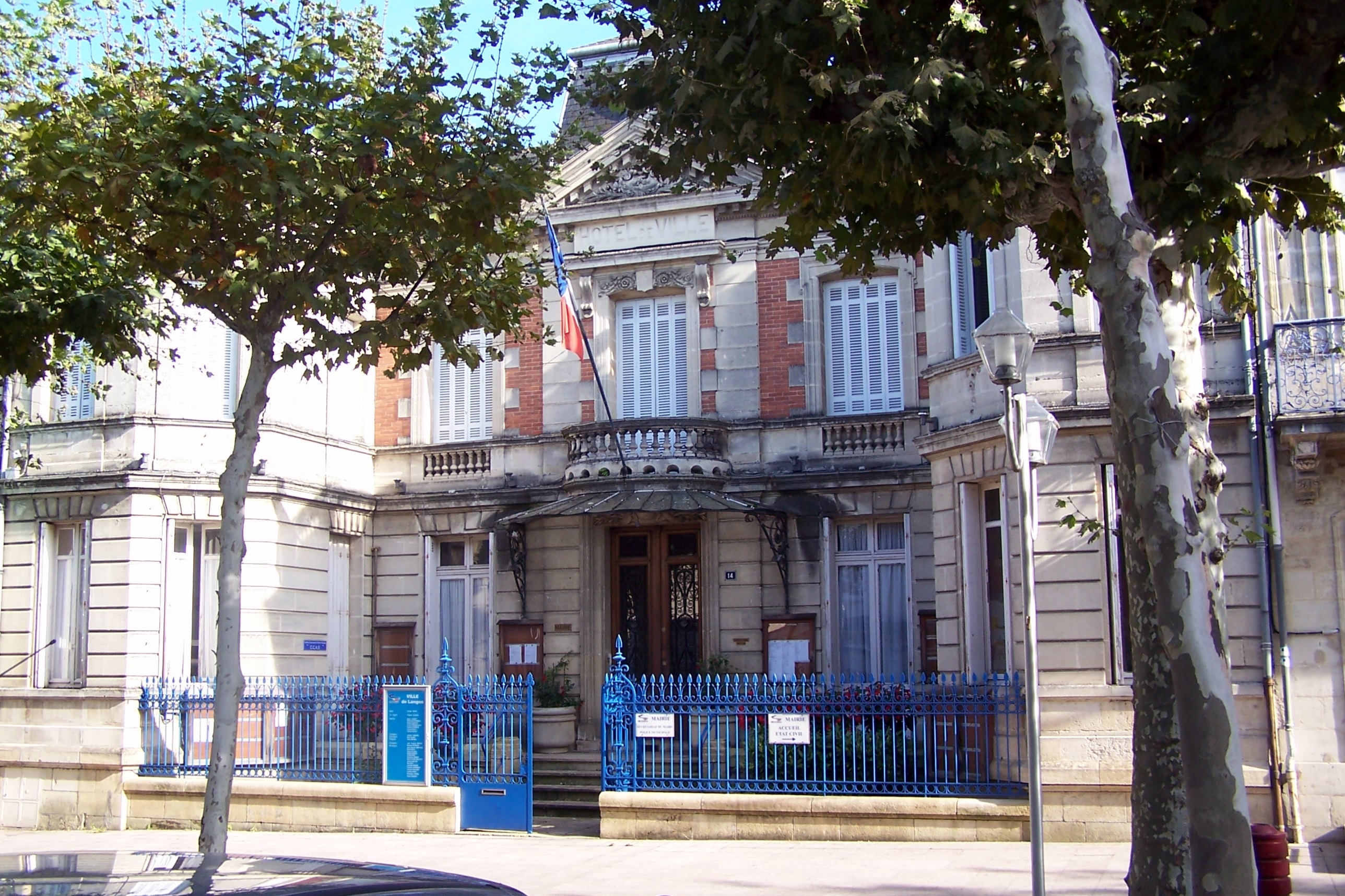
朗贡市政厅

朗贡的现任市长为热罗姆·吉莱姆先生（Jérôme GUILLEM），他是一名左翼无党派人士，在2020年的市政选举中获得了65.02%的支持率。
| 朗贡历届市长   | 朗贡历届市长                       | 朗贡历届市长                   |
| 任期           | 市长                               | 党派                           |
| -------------- | ---------------------------------- | ------------------------------ |
| 1945年－1946年 | René GANDRIAUT 勒内·冈德里奥       | 不详                           |
| 1946年－1950年 | Élie SAMSON 埃利·桑松              | 不详                           |
| 1950年－1959年 | Pierre VIGNOLLES 皮埃尔·维尼奥勒   | 不详                           |
| 1959年－1965年 | Robert VOUIN 罗贝尔·武安           | 無黨籍                         |
| 1965年－1989年 | Pierre LAGORCE 皮埃尔·拉戈尔斯     | SFIO工人国际法国支部 →PS社会党 |
| 1989年－2014年 | Charles VÉRITÉ 夏尔·韦里泰         | PS社会党                       |
| 2014年－2020年 | Philippe PLAGNOL 菲利普·佩拉尼奥尔 | PS社会党                       |
| 2020年－       | Jérôme GUILLEM 热罗姆·吉莱姆       | PS社会党 →DVG左翼无党派人士    |

### 各级选举
| 朗贡历届投票选举结果 | 朗贡历届投票选举结果 | 朗贡历届投票选举结果 | 朗贡历届投票选举结果 | 朗贡历届投票选举结果               | 朗贡历届投票选举结果 | 朗贡历届投票选举结果 | 朗贡历届投票选举结果               | 朗贡历届投票选举结果 | 朗贡历届投票选举结果 |
| 选举项目             | 选举范围             | 选区单位             | 选区单位内的选举结果 | 选区单位内的选举结果               | 选区单位内的选举结果 | 选区单位内的选举结果 | 选区单位内的选举结果               | 选区单位内的选举结果 | 参考资料             |
| 选举项目             | 选举范围             | 选区单位             | 第一轮胜出者         | 第一轮胜出者                       | 支持率               | 第二轮胜出者         | 第二轮胜出者                       | 支持率               | 参考资料             |
| -------------------- | -------------------- | -------------------- | -------------------- | ---------------------------------- | -------------------- | -------------------- | ---------------------------------- | -------------------- | -------------------- |
| 2017年法國總統選舉   | 法國                 | 市镇                 |                      | 埃马纽埃尔·马克龙                  | 25.61%               |                      | 埃马纽埃尔·马克龙                  | 70.43%               | [ 28 ]               |
| 2017年法国立法选举   | 吉伦特省第九选区     | 市镇                 |                      | 索菲·梅特                          | 31.14%               |                      | 索菲·梅特                          | 55.39%               | [ 28 ]               |
| 2019年欧洲议会选举   | 法國                 | 市镇                 |                      | 娜塔莉·卢瓦索                      | 22.21%               | （不适用）           | （不适用）                         | （不适用）           | [ 30 ]               |
| 2021年法国省级选举   | 吉倫特省             | 南吉伦特县           |                      | 伊萨贝尔·德克斯佩尔 让-吕克·格莱兹 | 35.26%               |                      | 伊萨贝尔·德克斯佩尔 让-吕克·格莱兹 | 60.1%                | [ 31 ]               |
| 2021年法国省级选举   | 吉倫特省             | 市镇                 |                      | 伊萨贝尔·德克斯佩尔 让-吕克·格莱兹 | 30%                  |                      | 伊萨贝尔·德克斯佩尔 让-吕克·格莱兹 | 57.16%               | [ 31 ]               |
| 2021年法国大区选举   |                      | 市镇                 |                      | 阿兰·鲁塞                          | 43.75%               |                      | 阿兰·鲁塞                          | 53.7%                | [ 32 ]               |
| 2022年法国总统选举   | 法國                 | 市镇                 |                      | 埃马纽埃尔·马克龙                  | 27%                  |                      | 埃马纽埃尔·马克龙                  | 57.92%               | [ 28 ]               |
| 2022年法国立法选举   | 吉伦特省第九选区     | 市镇                 |                      | 索菲·梅特                          | 30.29%               |                      | 索菲·梅特                          | 50.44%               | [ 28 ]               |

## 人口
2019年，朗贡市镇人口数量为7,357，在法国排名第1,437位。其中男性3,272人，女性4,085人，75岁及以上人口占12.2%，外籍人口数量为397人，人口密度为537人/平方公里，当地居民被称为（男性）或（女性）。2020年，朗贡境内出生67人，死亡人口124人。
| 朗贡1901年－2019年人口变化情况 |
|                                |
| 数据来源：Cassini、INSEE       |

## 经济
朗贡是一个区域性的中心城市。截止2022年10月，朗贡市镇范围内共有各类用人单位（包含自雇）1,873家，平均历史为16年，其中99.13%为中小型企业（PME），2022年8月至10月间，当地的经济活力指数为0.37%。（发电）、（零售）及（零售）是当地2021年营业额最高的三个企业，分别为22,051,241欧元、7,084,240欧元和4,829,790欧元。

## 财政与居民收入
2020年，朗贡的财政收入总额为16,421,000欧元，财政支出总额为14,995,900欧元，当年的债务总额为7,382,060欧元。2021年，朗贡市镇共获得938,068欧元的国家财政补助，比上一年减少了0.98%。
2020年，朗贡的人均月收入总额为2,054欧元，其中高级职员为4,758欧元，高于法国平均水平（4,230欧元）；中级职员为2,158欧元，低于法国平均水平（2,411欧元）；普通职员为1,647欧元，低于法国平均水平（1,740欧元）。
2019年，朗贡境内的青壮年（15至64岁）失业率为17.1%，当地37.0%的家庭拥有纳税资格，平均纳税2,800欧元，低于法国平均水平（3,910欧元）。

## 社会事务

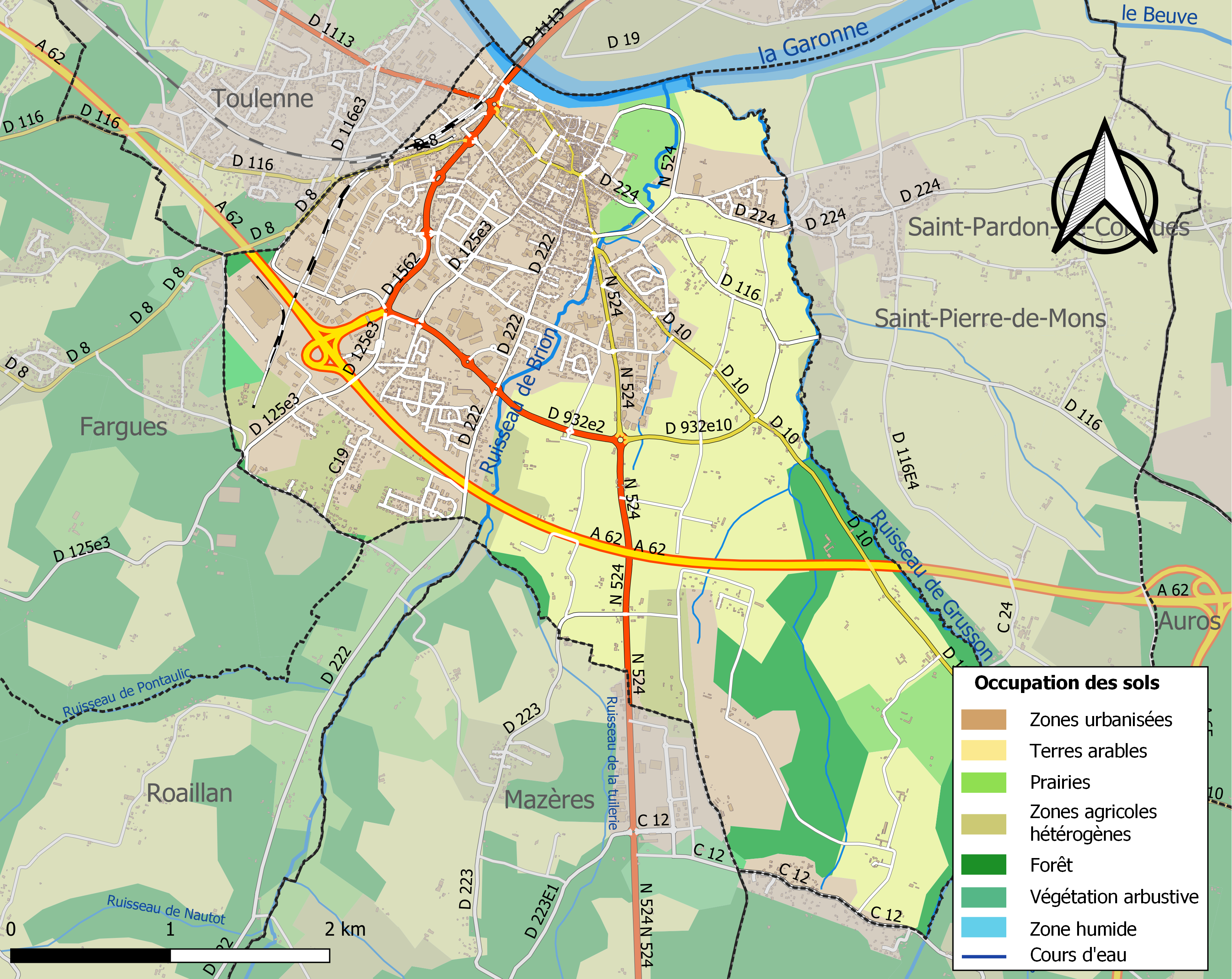
朗贡土地利用情况地图

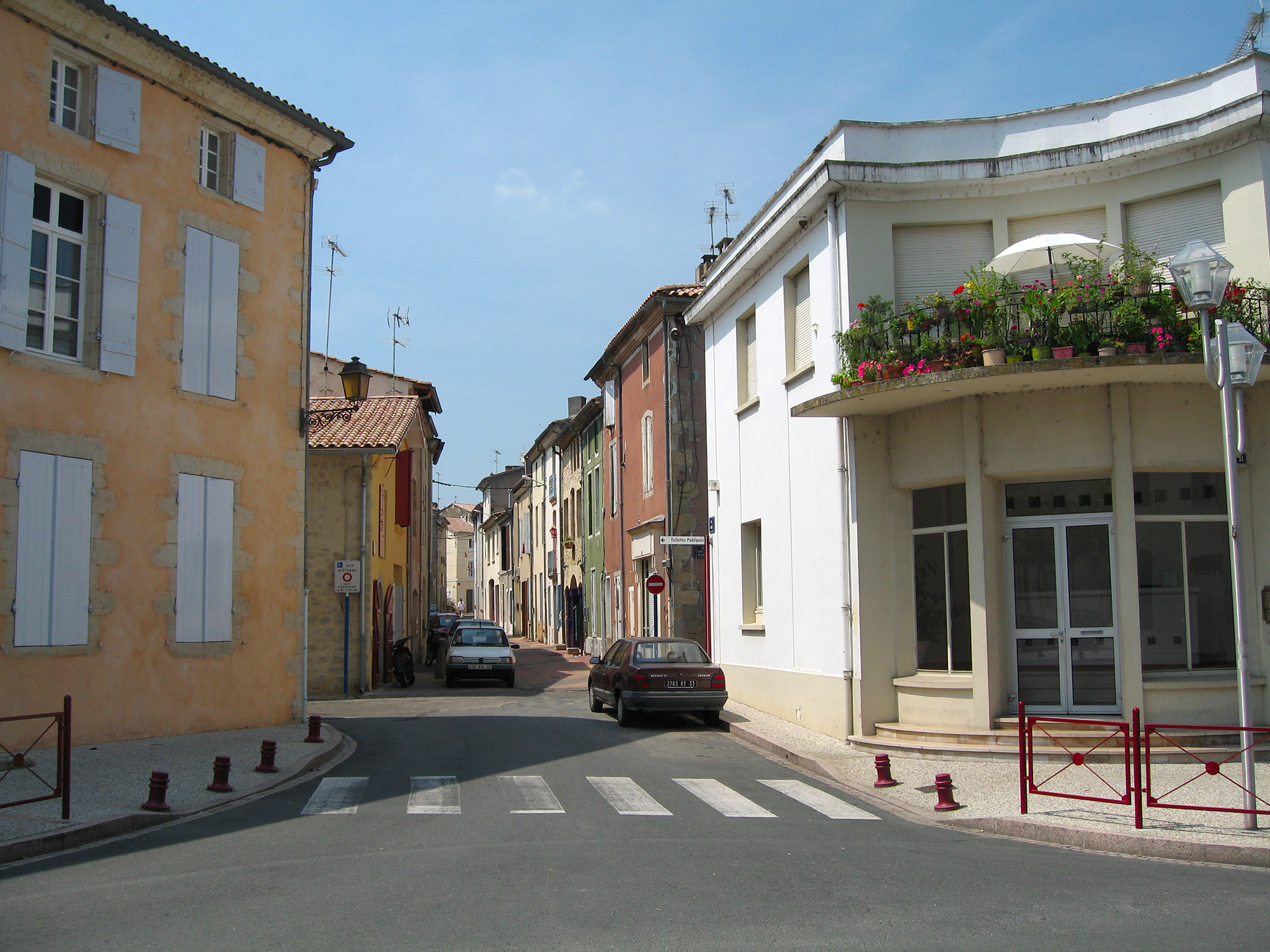
朗贡镇中心的布里永街

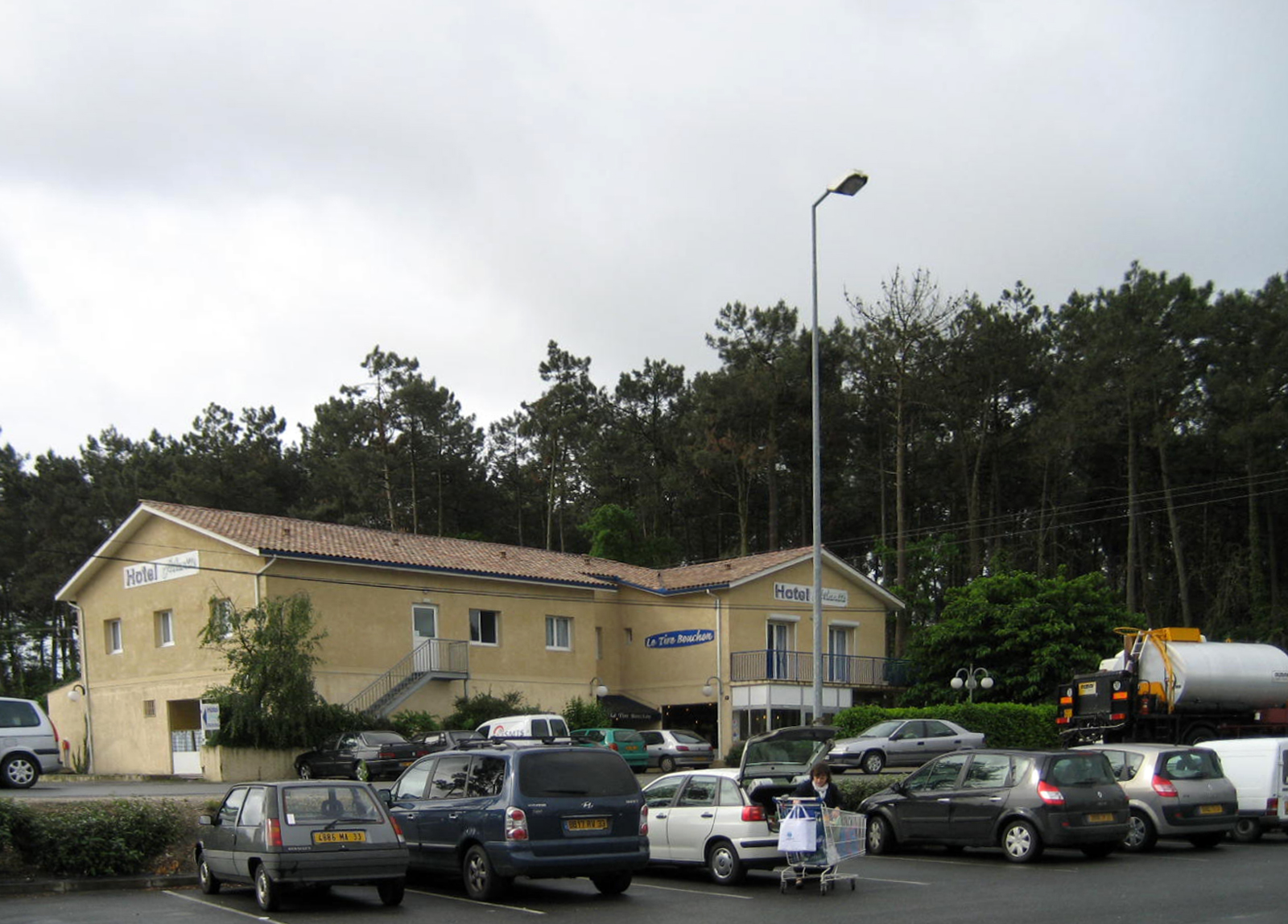
朗贡的一处汽车旅馆

### 教育
朗贡属于波尔多学区。截止2021年1月1日，朗贡境内共有1所幼儿园、2所小学、3所初级中学、1所普通高中、1所农业高中和1所职业高中。2018至2019学年度，朗贡境内共有在校中等教育阶段学生3,026名。

### 医疗
截止2021年1月1日，朗贡境内共有全科医生20名、保健师36名、牙医14名、护士33名、耳科医生4名、眼科医生5名、皮肤科医生1名、助产士8名和妇科医生2名。境内共有药房3家、养老院1家、残疾人帮扶中心1家。
南吉伦特中心医院（Centre Hospitalier Sud Gironde）是法国的一个区域性医疗机构，其主病区分设于拉雷奥勒和朗贡市区，共设有床位559个，是当地规模最大的公立综合性医院。

### 住房
2019年，朗贡境内共有各类住房4,577套，其中51.7%为独立式居民区，47.8%为集中式居民区。常住房屋占朗贡市镇范围内居民建筑总量的87.3%。
在住房保障政策方面，2021年，朗贡境内共有1,171户家庭获得了住房经济补助，受益人数占总人口数量的15.9%，其中1,147份为房租补助。

### 商业
2021年，朗贡境内共有各类实体商铺351家，其中餐厅50家、大型超市9家、杂货店5家、面包房8家、肉铺3家、书店2家、装饰品店3家、银行门店11家、美容美发店24家、汽车维修店15家。市区南部建有开放式商业街区，有E.Leclerc、Intermarché、Darty等商场。

### 体育
2021年，朗贡境内共有2家游泳池、3间体育馆、1座综合体育场、5处网球场、2处马术场、4处足球或橄榄球场以及3处篮球或排球场。
截至2022年10月，朗贡境内共有两家注册足球俱乐部。朗贡足球俱乐部（编号544734）是当地的代表性足球队，成立于1994年，其主队2022至2023赛季参加新阿基坦大区足球联赛乙组（法国第七级别），其主场为奥克塔沃-奥克塔万球场（Stade Octave Octavin）。
朗贡体育会是当地的一家橄榄球俱乐部，其主队2022至2023赛季参加法国橄榄球甲组联赛（法国第五级别）。

### 环境
朗贡的环境事务由其所属的南吉伦特市镇公共社区联合各级政府协调负责。2021年，朗贡境内共有2家污染企业。

### 治安
朗贡及其附近的共174个市镇是朗贡-图莱讷国家宪兵队（zone gendarmerie de Langon-Toulenne）的管辖范围。2020年，该宪兵队累计记录各类案件4,378起，其中盗窃类案件2,288起，经济类案件643起，毒品交易类案件89起。

## 文化
2021年，朗贡境内共有1家剧场和2家电影院。朗贡市政府提供多媒体中心，每周二至六向公众开放。

### 建筑
朗贡境内有多处历史建筑，其中圣热尔韦-圣普罗泰教堂、莫贝克街51号建筑等为法国国家文物保护单位，横跨加龙河的铁路桥则是当地的地标性建筑物。

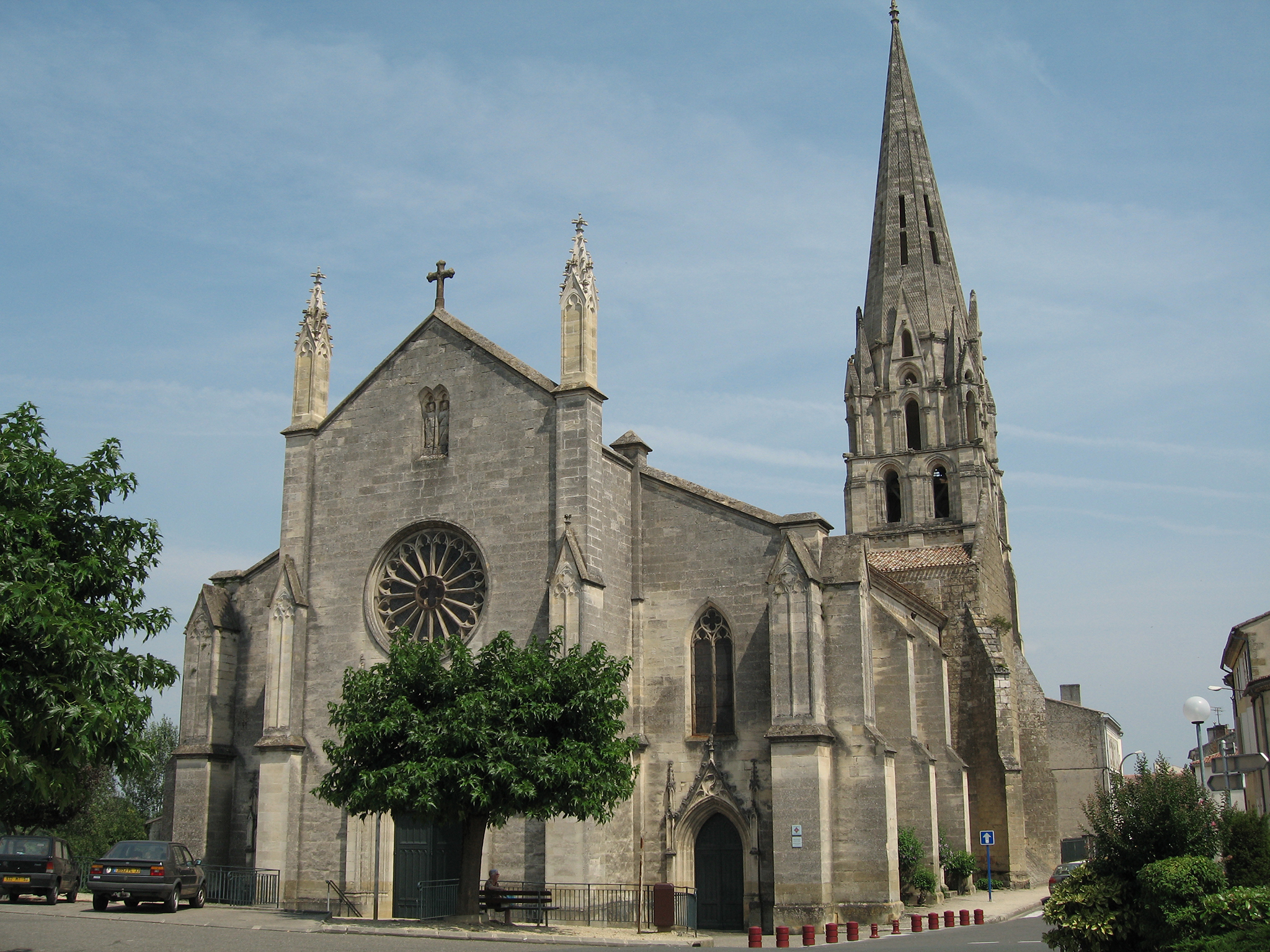
圣热尔韦-圣普罗泰教堂（法语：Église Saint-Gervais-Saint-Protais de Langon）
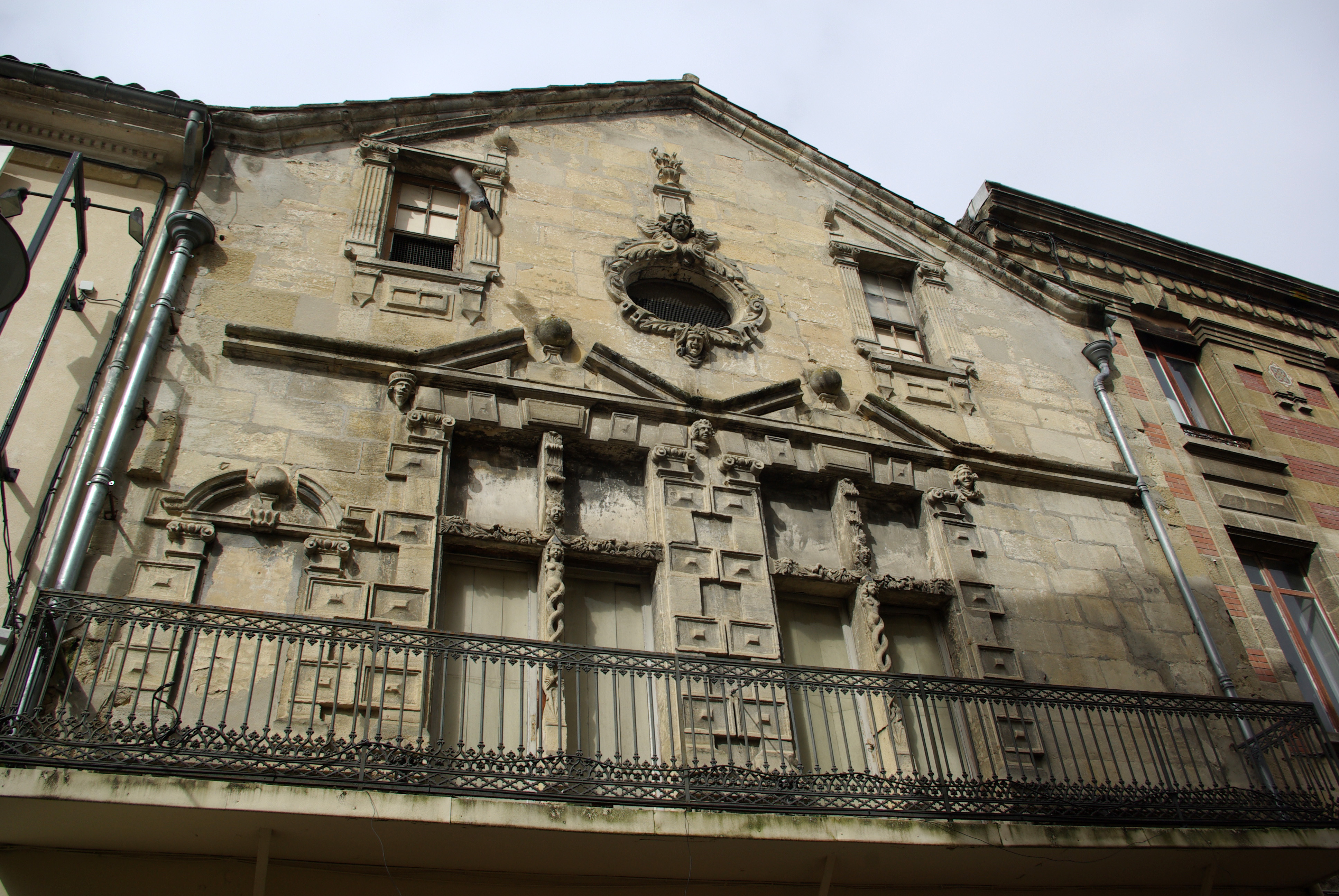
莫贝克街51号建筑（法语：Maison, 51 rue Maubec）
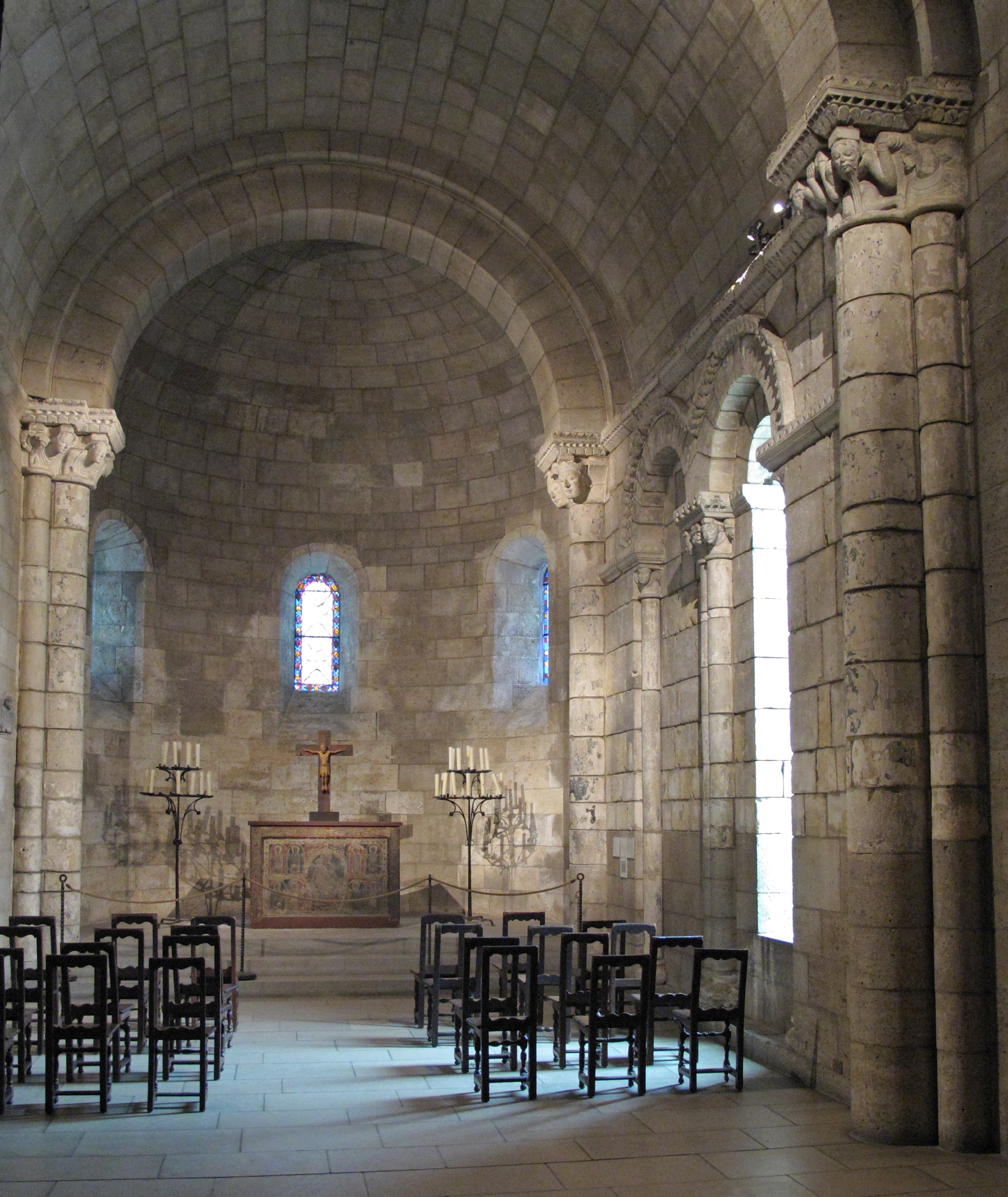
圣母教堂大厅
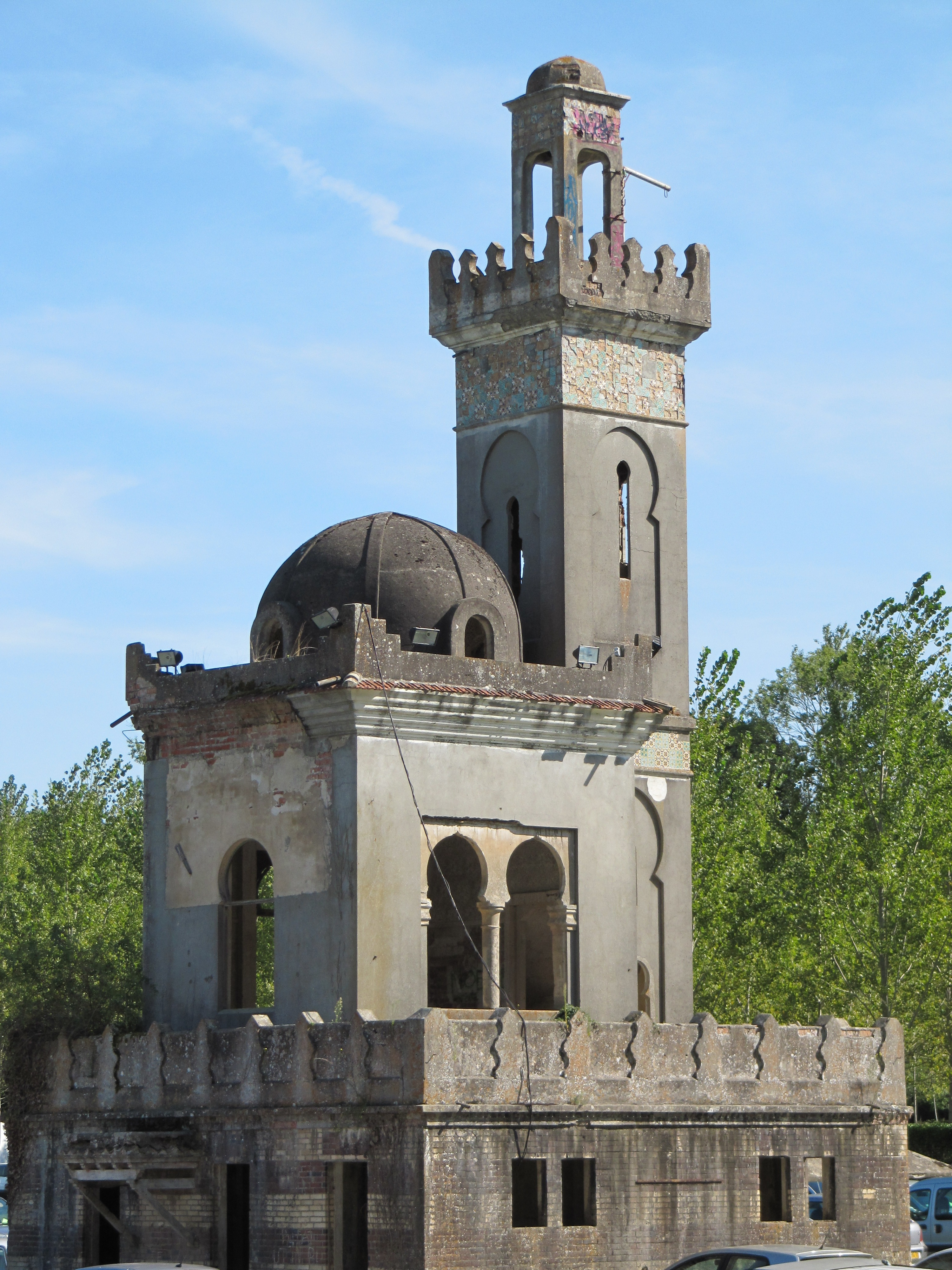
朗贡清真寺（德语：Moschee (Langon)）
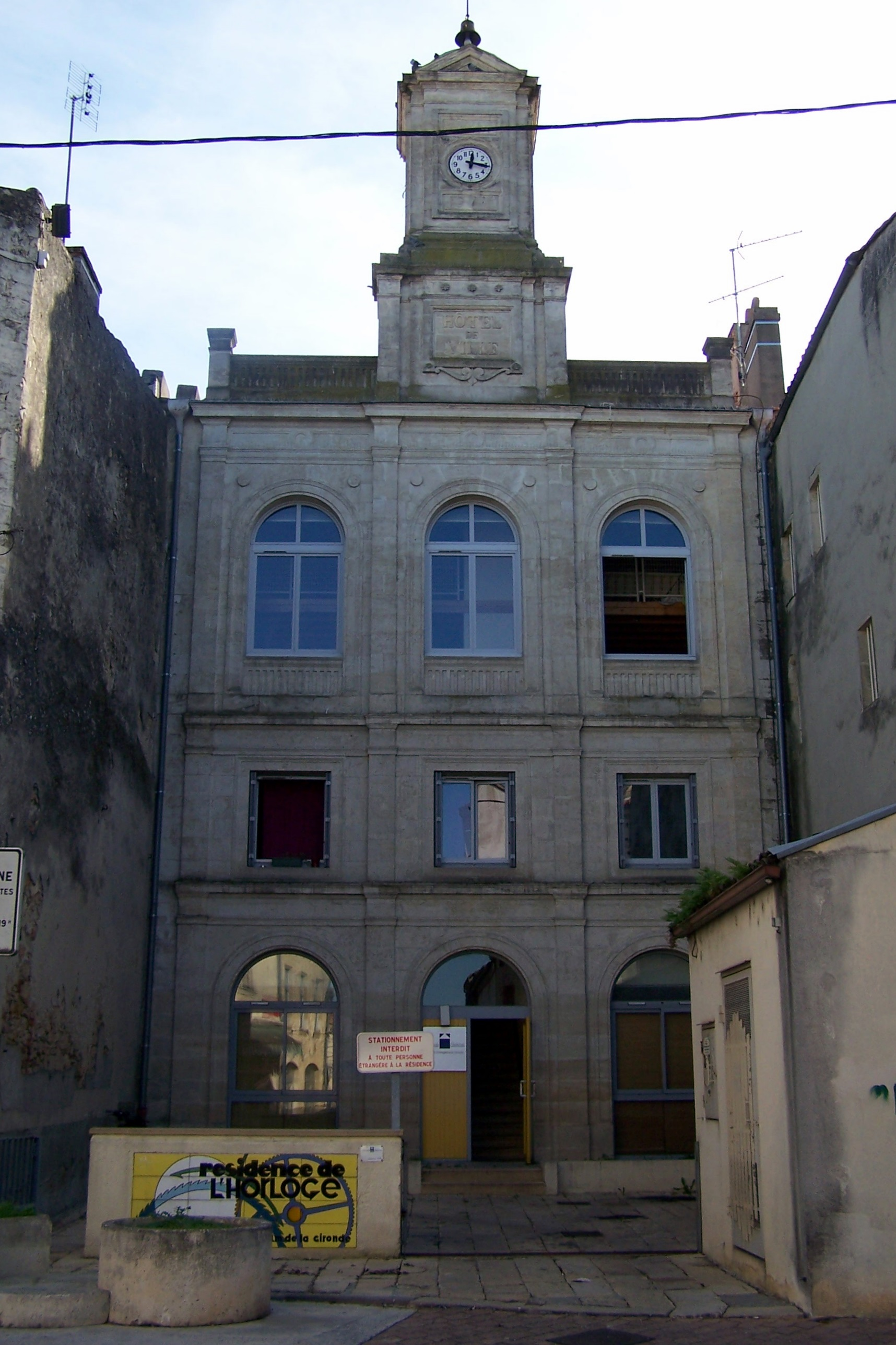
旧市政厅
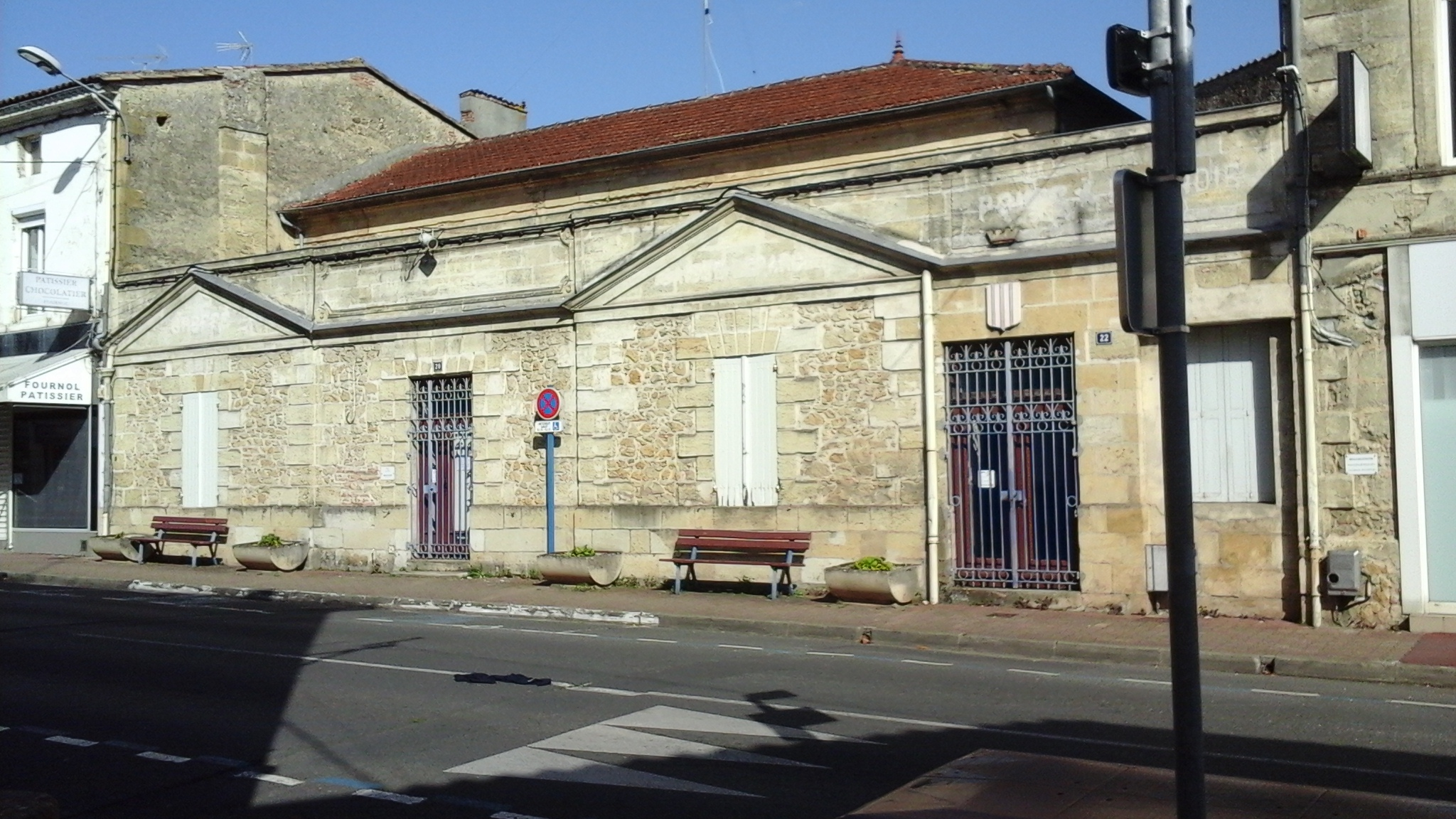
旧市政图书馆
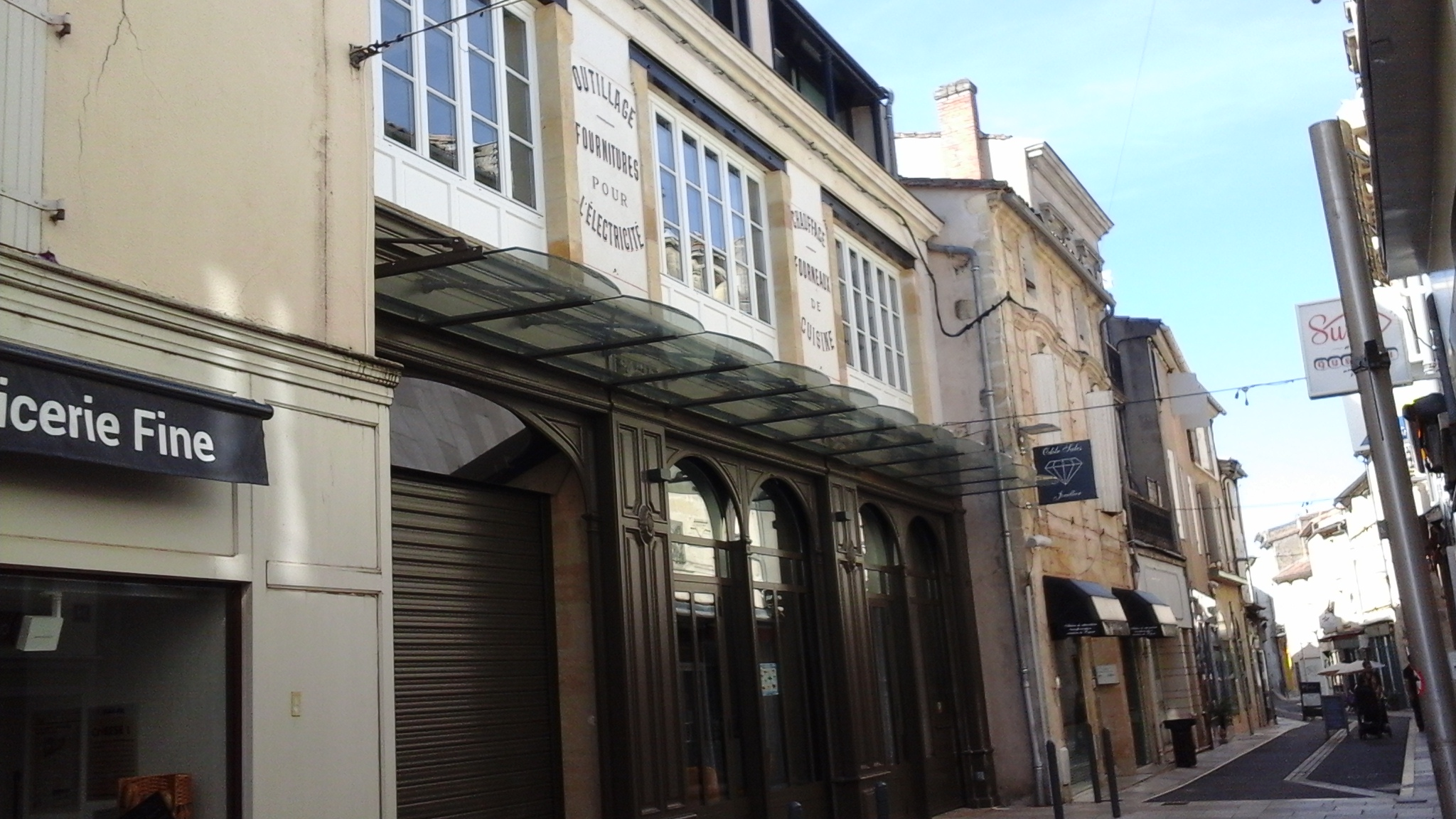
镇中心建筑

### 旅游

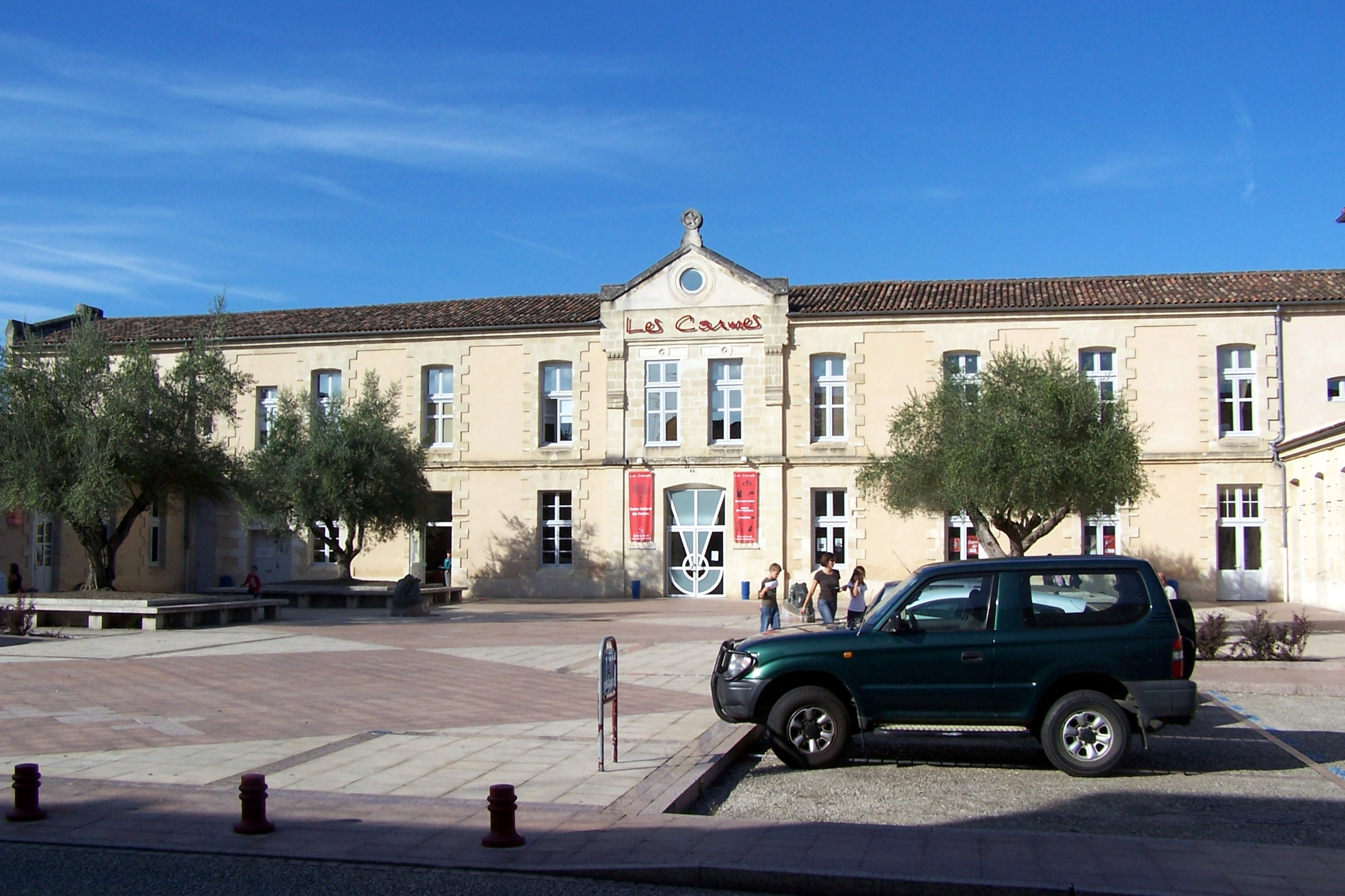
朗贡文化活动中心

朗贡的旅游事务由其所属的南吉伦特市镇公共社区负责。2022年，朗贡境内共有5家酒店共计159间房间。

### 媒体
法国主要的媒体均可在朗贡接收，法国电视三台下属的新阿基坦大区频道在部分时段播出朗贡所属区域的地方新闻。《西南报》、蓝色法兰西吉伦特广播、波尔多电视台等是当地主要的地方性媒体。

## 相关人物
法国厨师雷蒙·奥利弗、橄榄球运动员邦雅曼·法尔和足球运动员皮埃尔·莱斯-梅卢出生于朗贡。

## 友好城市
截至2022年10月，朗贡共与两座城市互为友好城市关系：
- 德国 彭茨贝格
- 葡萄牙 卡内拉什